# Чорна Борода
Е́двард Тіч (англ. Edward Teach) на прізвисько «Чо́рна борода́» (англ. Blackbeard) — знаменитий британський пірат, що діяв у районі Карибського моря в 1716—1718 роках. Попри його піратство у Великій Британії його вважають національним народним героєм.
Народився ймовірно в 1680 році в Бристолі чи Лондоні. Справжнє ім'я — Едвард Драммонд (англ. Edward Drummond). Про дитинство і юнацтво також нічого не відомо. Існує гіпотеза, що до заняття піратством він був інструктором на британському флоті, про що говорить прізвисько-псевдонім «Тіч» (від англ. teach — «навчати»). Але в більшості першоджерел його псевдонімом вказується як «Тетч», що не дивно, враховуючи характерний зовнішній вигляд «Чорної бороди» (англ. thatch — «стріха», «густа шевелюра»).

## Біографія

### Флібустьєр
Перша документальна згадка про Тіча припадає на жовтень 1717 року (газета «Boston News-Letter»), коли він вже піратствував під орудою капітана Бенджаміна Горніґолда, що грабував іспанські та французькі судна. Історики припускають, що Тіч брав участь у Війні за іспанську спадщину (відому також як війна королеви Анни), а після підписання Утрехтського миру, не бажаючи кидати улюблену професію, примкнув до флібустьєрів Горніґолда. Це побічно підтверджує назву, яку Тіч пізніше дав флагману свого піратського флоту — «Помста королеви Анни» (англ. Queen Anne's Revenge).
Перебуваючи в команді Горніґолда, Тіч взяв участь у великій кількості каперських операцій проти французів. Користуючись тим, що королівство Великої Британії перебувало у стані війни з Французьким королівством, флібустьєри безперешкодно використовували острів Ямайка як свою базу. Наприкінці 1716 року Горніґолд віддав Тічу в особисте командування шлюп, захоплений у французів під час одного з рейдів. До цього моменту Тіч вже мав репутацію безстрашного і лютого пірата.
На початку 1717 року Тіч (можливо, в компанії з Горніґолдом) вирушив до берегів Північної Америки. Після відбуття з острова Нью-Провіденс, пірати захопили барк, що йшов під командуванням капітана Тюрбара з Бермудських островів. На борту барка виявилося 120 бочок із борошном, проте пірати узяли з нього тільки вино та відпустили. Потім їм вдалося захопити корабель з багатою здобиччю, що йшов у Південну Кароліну з Мадейри. Після ремонту і обслуговування своїх суден на узбережжі Вірджинії, пірати повернулися до Вест-Індських островів.
У листопаді 1717 року шлюпи Тіча атакували і, після швидкоплинного бою, захопили велике французьке судно біля острова Сент-Вінсент. До цього моменту флот «Чорної бороди» складався з двох шлюпів: один із 12 гарматами і 120 членами команди, другий — з восьма гарматами і 30 членами команди. Захопленим судном виявився шлюп работорговців «Конкорд» (фр. La Concorde), що йшов із Гвінеї на Мартиніку під командуванням капітана Доссета. Пірати привели «Конкорд» до острова Бекія в Гренадинах, де висадили французів і африканських рабів на берег. Французький юнга Льюїс Арот і ще кілька членів команди добровільно приєдналися до піратів і вказали їм на цінні вантажі, які приховано перевозилися на кораблі. У результаті, видобуток із корабля виявився дуже багатим, в числі іншого на ньому було знайдено велику кількість золотого піску і дорогоцінного каміння.
Менший з двох шлюпів пірати віддали французам, а самі перейшли на «Конкорд», який Тіч зміцнив, оснастив гарматами і перейменував на «Помсту королеви Анни».

### Пірат «Чорна борода»
У 1717 році новий губернатор Багамських островів Вудс Роджерс оголосив про початок нещадної боротьби з піратством. Горніґолд із частиною своєї команди вирішив здатися на милість британської влади і отримати обіцяну королівським указом амністію. Тіч відмовився припиняти своє ремесло і підійняв над «Помстою королеви Анни» чорний прапор, тим самим остаточно поставивши себе поза законом.
Подорожуючи вздовж Малих Антильських островів, Тіч атакував і грабував всі зустрічні торгові кораблі (зафіксовано напади близько островів Сент-Вінсент, Сент-Люсія, Невіс, Антигуа). В околицях острова Сент-Вінсент пірати захопили велике британське торговельне судно під командуванням Крістофа Тейлора. Забравши все, що становило цінність, пірати висадили команду на острів, а сам корабель підпалили. У грудні 1717 року флот Тіча вийшов із Пуерто-Рико у напрямку до Саманської затоки на острові Еспаньйола.
До січня 1718 року в команді Тіча було вже близько 300 чоловік. Курсуючи навколо островів Сент-Крістофер і Краб, пірати захопили ще кілька британських шлюпів. Наприкінці січня «Помста королеви Анни» стала на якір біля міста Баттаун (англ. Bathtown) у Північній Кароліні. Це невелике містечко, населення якого на той час не перевищувало 8000 жителів, було добрим притулком для кораблів, що йшли з Атлантики. Поселенці з радістю скуповували награбований піратами вантаж.
У квітні 1718 року в Гондурасі, в затоці, Тіч захопив шлюп «Пригода» (англ. Adventure) і змусив його капітана, Девіда Герріота, приєднатися до піратів (за іншою версією, Герріот, сам бувши піратом, добровільно приєднався до флоту Тіча, але надалі був усунений від командування своїм кораблем). Пірати попливли далі на схід, пройшли повз Кайманові острови та захопили іспанський шлюп, що йшов із Куби, який також приєднали до своєї флотилії. Повернувши на північ, вони пропливли через Багамські острови і підійшли до берегів Північної Америки.

### Блокада Чарлстона
У травні 1718 року чотири кораблі піратської флотилії на чолі з «Помстою королеви Анни» підійшли до міста Чарлстона в Південній Кароліні. Вони кинули якір біля берегів Чарлстона, влаштувавши засідку. Таким чином за кілька днів було захоплено дев'ять кораблів, найвпливовіші пасажири були відібрані як заручники. Отримавши за них величезний викуп грошима і медикаментами, Тіч вирушив до Північної Кароліни. Він підкупив губернатора Північної Кароліни Чарльза Ідена і продовжував займатися розбоєм.

### Кінець кар'єри

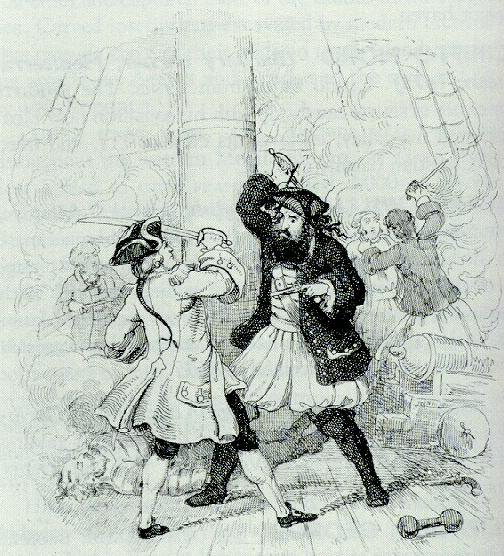
Сутичка між Тічем і Мейнардом (гравюра XVIII ст.)

Восени 1718 року губернатор Вірджинії Александр Спотсвуд опублікував прокламацію, в якій пообіцяв нагороду в 100 фунтів стерлінгів тому, хто захопить або вб'є Тіча, а також менші суми за пересічних піратів.
Найнятий Спотсвудом британський лейтенант Роберт Мейнард (англ. Robert Maynard) вирушив аби знищити Тіча і зустрівся з ним біля острова Окракок.
22 листопада 1718 року відбувся абордажний бій між командами Тіча і Мейнарда, під час якого «Чорна борода» і більшість його піратів були вбиті. Сам Тіч отримав понад 25 шабельних поранень і впав намертво. Мейнард відрубав Тічу голову і наказав підвісити її на реї свого судна. Усі 13 схоплених живими піратів були засуджені у Вільямсбурзі та страчені через повішення.

### Цікаві факти
- «Чорній бороді» подобалося вселяти жах у своїх ворогів. Під час битви він вплітав у свою бороду запальні ґноти і в клубах диму, як сатана з пекла, вривався у лави противника.
- Едвард Тіч, який лише за один рік захопив понад 40 суден, мав звичайну зброю піратів: пістоль (пістолет) і абордажну шаблю-тесак.

## Прапор

Прапор піратів «Чорної бороди»

На прапорі зображений скелет, що тримає в руках пісковий годинник (символ невідворотності смерті) і готується пронизати списом людське серце. Прапор повинен був попереджати зустрічні кораблі про небезпеку опору піратам — у цьому випадку, всіх полонених чекає жорстока смерть. Деякий час замість скелета на прапорі зображувався пірат.

## Легенда
Через неабияку зовнішність і ексцентричну поведінку Тіча, історія зробила його одним із найвідоміших піратів часів «Золотого віку» карибського піратства, попри те, що його «кар'єра» була досить короткою, а успішність і масштаби діяльності — набагато меншими, ніж у багатьох його сучасників-піратів. Надалі виникло безліч чуток і легенд, пов'язаних з ім'ям Тіча, підтвердити або спростувати які вже не виявляється можливим.
Тіч послужив прототипом для образу пірата Флінта в романі Роберта Стівенсона «Острів скарбів».
Довгий час серед піратів і просто авантюристів ходили чутки, що незадовго до смерті Тіч сховав велику кількість золота та інших багатств на певному безлюдному острові. Можливо, саме легенда про скарби «Чорної бороди» спонукала Р. Стівенсона написати знаменитий роман. Згідно з сучасними даними, свої заощадження команда Тіча дійсно зберігала на безлюдному острові Амелія, однак значних цінностей там згодом знайдено не було.

## У популярній культурі

### Фільми
- «Пірат „Чорна борода“» (англ. Blackbeard, the Pirate, 1952)[7];
- «Хлопчик і пірати» (англ. The Boy and the Pirates, 1960)[8];
- «Привид „Чорної бороди“» (англ. Blackbeard's Ghost, 1968)[9];
- «Пірати Карибського моря: На дивних берегах» (2011)[10];
- «Пен: Подорож до Небувалії» (2015)[11].

### Телебачення
- «Джек-шибайголова» (2000), в двох епізодах[12];
- «„Чорна борода“ — жах на морі» (англ. Blackbeard: Terror at Sea, 2005)[13];
- «Чорна борода» (англ. Blackbeard, 2006)[14];
- «Якось у казці» (2014), в трьох епізодах[15];
- «Чорні вітрила» (2016—2017), в 11 епізодах[16];
- «Легенди завтрашнього дня» (2018), в епізоді The Curse of the Earth Totem[17];
- «Наш прапор означає смерть» (2022), в восьми епізодах[18].
- «Зовнішні мілини» 4 сезон (2024), згадка

### Комікси
- пірат Тіч на прізвисько «Чорна борода» є персонажем манги One Piece;
- «Чорна борода» є антогоністом бельгійських коміксів Le Vieux Nick et Barbe-Noire.

### Ігри
- є одним із керівників Піратської республіки та товаришів головного героя в грі Assassin's Creed: Black Flag.